# Phoroncidia musiva
Phoroncidia musiva är en spindelart som först beskrevs av Simon 1880.  Phoroncidia musiva ingår i släktet Phoroncidia och familjen klotspindlar.
Artens utbredningsområde är Nya Kaledonien. Inga underarter finns listade i Catalogue of Life.